# Jack-Ass
Jack-Ass är en låt av alternativ rock-artisten Beck. Låten kom med på hans album Odelay släppt 18 juni 1996. Den släpptes senare som den sista av fem singlar från albumet år 1997.
Låten har spelats live av Beck över 200 gånger. 